# Ad libitum
Ad libitum是一个拉丁文短语，表示“随意”。Ad libitum常简写为'Ad lib'（作为形容词或动词）或'ad-lib'（作为动词或名词）。这还有个很少使用的同义词a bene placito。

## 音乐
在音乐中，这个短语指出现在乐谱上用于表示该部分可以跳过的指令，如不需要的伴奏或可以自由弹奏而不需要严格按照拍子。这种自由演奏并没有由作曲者清楚表达出来，在古典音乐中称为自由速度。如果使用repeat ad libitum，则表示可以进行任意次数的重复。
ad libitum更常见的意思是表示“即兴”。

## 生物学
Ad libitum也常在心理学和生物学中使用来表示动物的自由采食体重，而相反的就是限制采食后的体重。例如，"The rat's ad libitum weight was about 320 grams."（老鼠自由采食的体重约320克。）在营养学中，这个短语指动物自由采食或饮水，因此能根据自身的生物需要来自行调节摄入量。例如，"Rats were given ad libitum access to food and water."（老鼠们被提供了自由采食和饮水。）
在生物学领域的研究中，它也可以指信息或数据可以自发地获取而无需采用特定方法。
医疗处方可以使用缩写ad lib.来表示“没有限制”或病人可以自由服用。

## 戏剧
在戏剧中，表演者临时使用的机智对白称为“ad-lib”。导演也会鼓励表演者在特定的表演中进行自由发挥。（术语ad-lib常指在演出中更改脚本所设定的内容。如果整个演出都是基于自发的创作，通常称为“即兴表演”）。
一些直播活动如电视脱口秀的主持人有时会使用一些表面上是临时发挥，但实际已经事先写好的台词来显示他们的智慧，也可能有专门的写手来准备这些内容。